# Filmography
『filmography』（フィルモグラフィー）は、日本の女性歌手・安室奈美恵の2作目のビデオ・クリップ集。2001年3月7日発売。発売元はavex trax。

## 解説
1998年に発売された「I HAVE NEVER SEEN」から2001年に発売された「think of me」までの全7曲（DVDは全7曲8編）のビデオ・クリップに加え、インタビュー映像が収録されている。
VHS、DVDの2形態で発売。DVDのみボーナス・トラック「think of me - non edit version」収録。
2002年3月13日に前作『181920 films』と本作が1枚のDVDにコンパイルされた『181920 films + filmography』が発売された。

## 収録曲
- 監督（全曲）：武藤真志

1. I HAVE NEVER SEEN
2. RESPECT the POWER OF LOVE
3. SOMETHING 'BOUT THE KISS
4. LOVE 2000
5. NEVER END
6. PLEASE SMILE AGAIN
7. think of me

BONUS TRACK for DVD
1. think of me - non edit version
DVDのみ収録。